# Quatuor Bartholdy
Le Quatuor Bartholdy est un quatuor à cordes allemand fondé en 1968 à Karlsruhe. 

## Historique
Le Quatuor Bartholdy est fondé en 1968 à Karlsruhe.
Ses membres sont enseignants aux Conservatoires de Wurtzbourg et de Karlsruhe, où ils animent en outre une classe de quatuor à cordes. Ils ont enregistré l'intégrale des quatuors à cordes de Felix Mendelssohn,, compositeur pour lequel le quatuor a une prédilection et qui est à l'origine de leur nom.

## Membres
Les membres de l'ensemble sont ou ont été :
- premier violon : Joshua Epstein puis Antonio Perez, qui joue un violon de Johannes Florenus Guidantus (Bologne, 1738) ;
- second violon : Max Speermann, qui joue un violon de Giovanni Battista Guadagnini (Turin, 1779) ;
- alto : Jörg-Wolfgang Jahn, qui joue un alto de Giovanni Battista Ceruti (Crémone, 1798) ;
- violoncelle : Anne-Marie Dengler, qui joue un violoncelle de Giovanni Battista Guadagnini (Parme, 1762).

## Créations
Le Quatuor Bartholdy est le créateur du Quatuor no 2 de Wolfgang Rihm (1982).